# Kartlisches Gebirge
Das Kartlische Gebirge (georgisch ქართლის ქედი) bildet einen Gebirgskamm in Georgien, der vom Hauptkamm des Großen Kaukasus in südlicher Richtung abzweigt.
Das Kartlische Gebirge bildet die Wasserscheide zwischen dem Pschawi-Aragwi im Norden und Westen und dem oberen Iori im Osten. Es erstreckt sich über eine Länge von 100 km in Nord-Süd-Richtung. Im Norden erreicht der Gebirgszug im Tschitscho eine maximale Höhe von  3076 m. 
Das Gebirge besteht hauptsächlich aus Sandstein, Mergel und Glimmerschiefer. An den Berghängen wächst Buchen- und Eichenwald. In höheren Lagen gedeiht alpine Vegetation.

## Berge (Auswahl)
Im Folgenden sind eine Reihe von Gipfeln des Kartlischen Gebirges sortiert in Nord-Süd-Richtung aufgelistet:
- Tschitscho (3076 m) (⊙)